# Тіана (Каппадокія)
Тіана (дав.-гр. Τύανα; хетт. Tuwanuwa) — колишнє стародавнє місто в історичній області Каппадокія. Руїни міста лежать у сучасному Кемерхісарі (провінція Нігде, Туреччина). Тіана була столицею Нео-Хеттського королівства в 1-ому тисячолітті до нашої ери.

## Хеттський період
Тіана згадується в хетських архівах як Туванува. У період Хеттської імперії в середині 2-го тисячоліття Туванува була одним з найголовніших поселень регіону поряд з Хупісною, Ландою, Сахасарою, Хувассаною та Куніяванні. . Ця південно-центральна частина Анатолії у хеттських джерелах називалася Нижньою землею, а її населення переважно розмовляло лувійськами мовами. 
Після розпаду Хеттської імперії Туванува стала головним містом незалежних нео-хеттських царств. Невідомо, чи підпорядковувалось воно спочатку царству Табал, яке лежало на півночі, але, безумовно, до кінця VIII століття до н. е. воно було незалежним королівством під керівництвом Варпалава (в ассирійських джерелах Урбалла). Він фігурує в декількох ієрогліфічних лувійських написах, знайдених у регіоні, зокрема в Івризькому рельєфі. Варпалава також згадується в ассирійських текстах під назвою Урбалла. Ймовірно, наступником Варпалави став його син Мувахарані, ім'я якого є в іншому пам'ятнику, знайденому в Нігде.

## Грецький та римський періоди

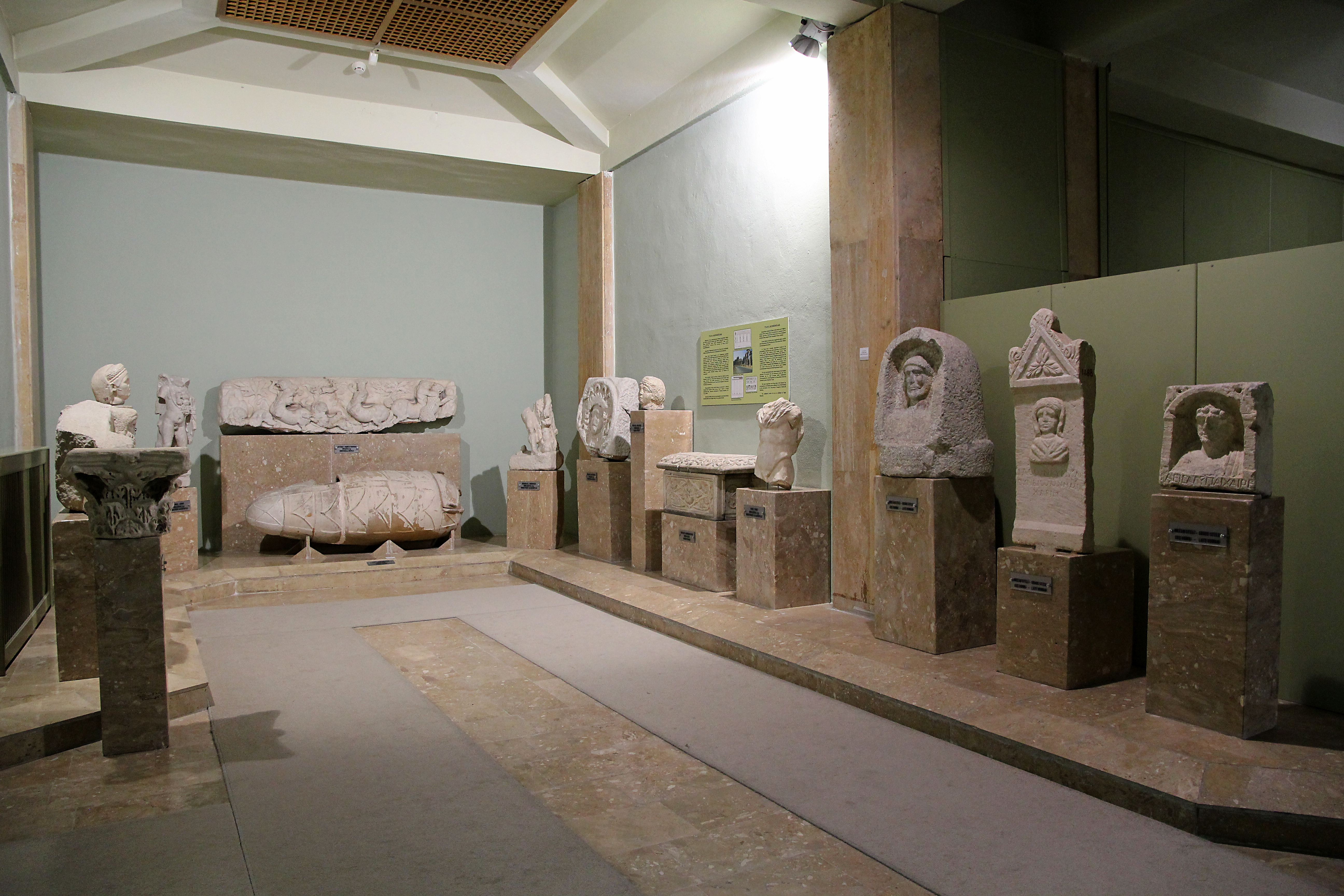
Експонати з Тіани в Археологічному музеї Нігде

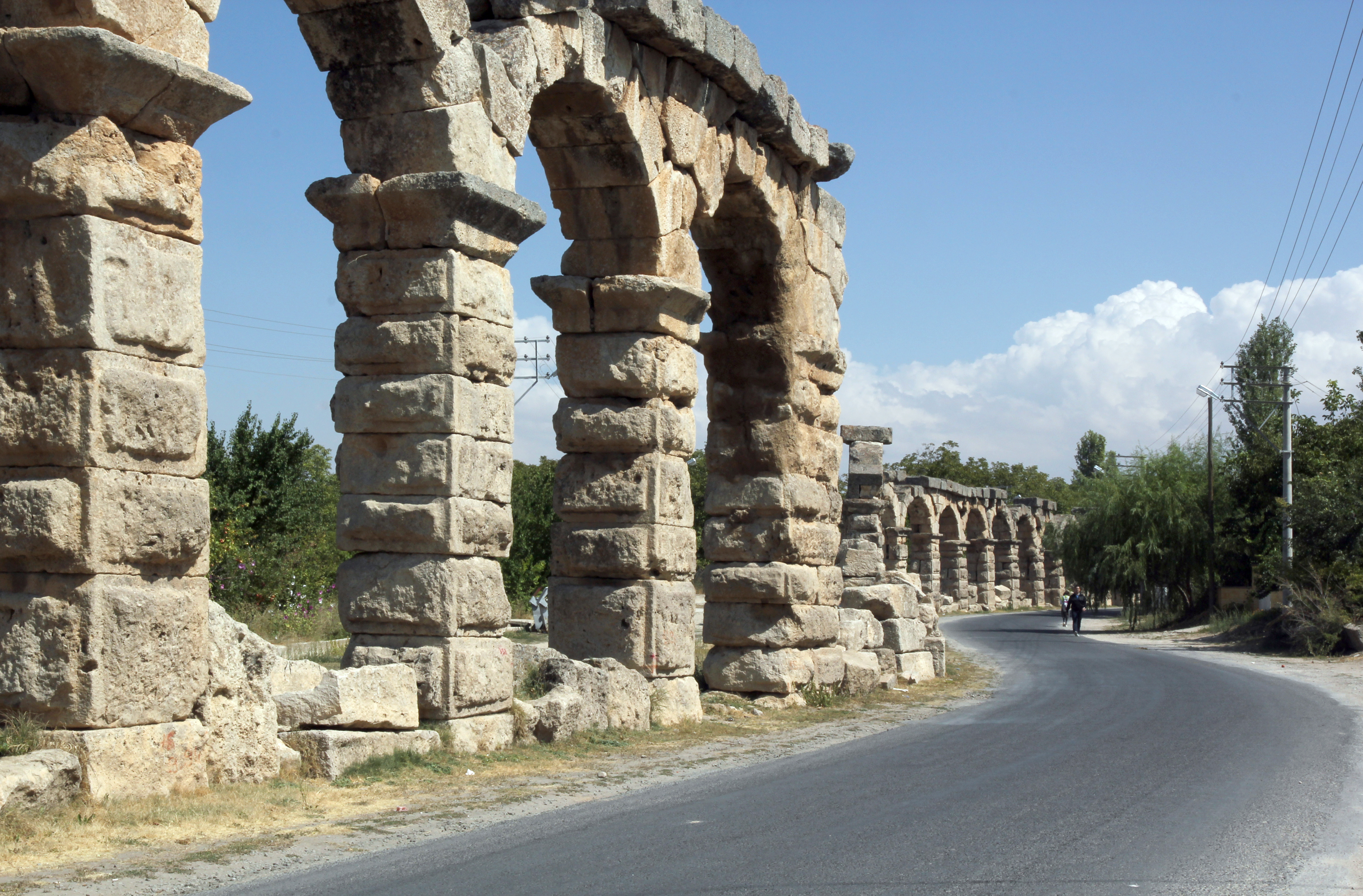
Римський акведук у Тіані

За грецькою легендою місто спочатку називалося Тоаною, бо його засновником був фракійський цар Тоас.
Ксенофонт згадує Тіану в своїй головній праці «Анабазис» під ім’ям Дана та називає її великим і процвітаючим містом. Рівнина навколо міста була відома як Тіанітис. Тіана є місцем народження визначного філософа і святого, Аполлонія Тіанського, що народився тут у I столітті н. е.
За словами Страбона місто було відоме також як Євсевія у Тельці. За часів римського імператора Каракалли місто стало називатися Antoniana colonia Tyana. Після того, як у 272 році мешканці Тіани стали на бік правительки Пальмірського царства Зенобії, місто захопив імператор Авреліан. За легендою він не дозволив своїм солдатам розграбувати місто через те, що нібито Аполлоній з'явився йому уві сні, благаючи про його безпеку. 

## Пізньоримський та візантійський періоди
У 372 році імператор Валент розділив провінцію Каппадокію навпіл, тому Тіана стала столицею Каппадокії Секунди. У пізній античності місто було також відоме як Христуполіс ( грец. Χριστούπολις, досл. «місто Христа»).
Після арабських завоювань та встановлення кордону між Візантійською імперією та Халіфатом уздовж Таврських гір Тіана набула значення військової база. Вона мала стратегічне положення на шляху до Кілікії та Сирії завдяки близькості Кілікійських воріт, що лежать близько 30 км на південь. До того ж, місто часто було об'єктом набігів мусульман. 
Вперше місто було розграбоване Омейядами в 708 р. після тривалої облоги  та деякий час залишалося покинутим, перш ніж було відбудуване. У 806 році Тіана була окупувала  халіфом Аббасидів Гаруном аль-Рашидом. Гарун почав перетворювати місто на військову базу і навіть спорудив там мечеть, але покинув Тіану після того, як візантійський імператор Никифор I уклав із ним мир.
Місто було знову захоплено і зруйновано Аббасидами під керівництвом Аль-Аббаса ібн аль-Мамуна в 831 році . Аббас відбудував Тіану за три роки та зробив військовою колонією, готуючись до планомірного завоювання Візантії халіфом аль-Мамуном. Проте після раптової смерті Мамуна в серпні 833 року його наступник Аль-Мутасим відмовився від цієї кампанії, і напіввідновлене місто було знову зруйнуване.
Тіана остаточно занепала після 933 року, коли арабська загроза відступила. Руїни Тіани лежать в сучасному Кемерхісарі, за декілька кілометрів на південь від Нігде. На сьогодні збереглися залишки римського акведука, печерних кладовищ та могильних гротів.

## Церковне значення
Як зазначалося вище, у 372 році імператор Валент створив провінцію Каппадокія Секунда, метрополією якої стала Тіана. Це викликало бурхливі суперечки між Антимом, єпископом Тіанським, і святим Василієм Кесарійським, кожен з яких бажав мати якомога більше суфраганів.
У 2020 році під час розкопок у Тіані археологи виявили восьмикутну церкву та монети, датовані IV століттям.